# The Melodic Blue
The Melodic Blue è il primo album in studio del rapper statunitense Baby Keem, pubblicato il 10 settembre 2021.

## Tracce
1. Trademark USA – 4:30
2. Pink Panties – 2:43
3. Scapegoats – 1:16
4. Range Brothers (con Kendrick Lamar) – 5:16
5. Issues – 3:39
6. Gorgeous – 2:20
7. South Africa – 2:54
8. Lost Souls – 4:29
9. Cocoa (feat. Don Toliver) – 3:49
10. Family Ties (con Kendrick Lamar) – 4:12
11. Scars – 4:26
12. Durag Activity (con Travis Scott) – 3:44
13. Booman – 2:35
14. First Order of Business – 2:48
15. Vent – 2:16
16. 16 – 2:36

Side B
1. Lost Souls (con Brent Faiyaz) – 4:29
2. Hooligan – 2:36
3. No Sense – 2:53

## Classifiche

### Classifiche settimanali
| Classifiche (2021-22) | Posizione massima |
| --------------------- | ----------------- |
| Australia             | 21                |
| Austria               | 26                |
| Belgio (Fiandre)      | 28                |
| Belgio (Vallonia)     | 87                |
| Canada                | 5                 |
| Danimarca             | 29                |
| Finlandia             | 35                |
| Francia               | 93                |
| Germania              | 67                |
| Irlanda               | 23                |
| Lituania              | 11                |
| Norvegia              | 9                 |
| Nuova Zelanda         | 12                |
| Paesi Bassi           | 23                |
| Regno Unito           | 49                |
| Scozia                | 94                |
| Stati Uniti           | 5                 |
| Svezia                | 59                |
| Svizzera              | 18                |

### Classifiche di fine anno
| Classifica (2022) | Posizione |
| ----------------- | --------- |
| Stati Uniti       | 66        |
| Classifica (2023) | Posizione |
| Stati Uniti       | 84        |